# Teoria marxistă în relațiile internaționale
Realism și Neorealism

Idealism, Liberalism și Neoliberalism

Marxism și Teoria dependenței

Funcționalism și Neofuncționalism 

Teoria critică  și Constructivism

Teoria marxistă a fost pentru prima dată enunțată de Karl Marx și Friedrich Engels în cartea intitulată "Manifestul Partidului Comunist", carte care a deschis drumul pentru o teorie marxistă aflată în continuă expansiune, și transpusă în practică în 1917 prin Revoluția din Octombrie din Rusia. În cadrul relațiilor internaționale o contribuție importantă a avut-o Lenin, care pornind de la ideile lui Marx și Engels a dezvoltat o teorie marxistă în cadrul cărții sale "Imperialismul stadiul cel mai înalt al capitalismului", teorie cunoscută sub denumirea de Marxism-leninism. 

## Puncte comune ale teoriilor marxiste
În opinia cercetătorilor marxiști există o strânsă legătură între domeniul social, economic și politic, între aceste domenii nu pot exista bariere interdisciplinare pentru că - aceste bariere - pot fi piedici în calea cunoașterii. O altă trăsătură specifică a tradiției marxiste este concepția materialistă asupra istoriei.  „Istoria tuturor societăților care au existat până în prezent a fost istoria luptelor de clasă ” iar scopul ultim al acestor societăți este instaurarea unei societăți fără luptă de clasă.
Adevărații actori ai vieții politice sunt clasele sociale, iar confruntarea dintre clasele sociale de care amintesc Marx și Engels, devine mult mai importantă decât confruntarea dintre state.
”Pe măsură ce va dispărea exploatarea omului de către om, va dispărea și exploatarea unei națiuni de către altă națiune. Odată cu dispariția antagonismelor de clasă în sânul națiunii, va dispărea și atitudinea de dușmănie dintre diferitele națiuni”.  
În perioada în care Marx își publica opera, modul de producție era prin excelență capitalist, clasele sociale aflate în conflict erau: proletariatul (exploatații) și burghezia (exploatatorii), așa cum se poate vedea deja adevărații actori ai vieții sociale sunt clasele sociale. 

## Lumea lui Marx
Marx vorbește despre o nouă societate care trebuie să provoace orânduirea capitalistă iar în final să o schimbe. Statele fiind conduse de interesele de clasă ale elitei economice (de interesele burgheziei), sunt responsabile de izbucnirea războaielor care antrenează statele în urma competiției economice dintre statele capitaliste.
Capitalismul fiind un sistem în continuă expansiune este ghidat de o logică concurențială la care statele capitaliste participă în căutarea lor de noi resurse și piețe de desfacere. Pentru ca o lume mai dreaptă să apară în locul celei existente, proletarii din toate locurile trebuie să-și unească eforturile, pentru a scăpa de logica după care se ghidează lumea lui Marx și anume concurența. 
În momentul în care primul război mondial părea inevitabil, liderii stângii europene și marxiștii, au chemat la o grevă generală, în care proletarii din toate colțurile lumii trebuiau să-și unească forțele împotriva capitalismului, văzut ca fiind pricina tuturor relelor.
În octombrie 1917, proletarii din Rusia se coalizează împotriva țarului Nicolae al II-lea, înlăturându-l pe acesta de la putere și instituind prima republică a sovietelor în fruntea căreia se afla Lenin. Contrar previziunilor lui Marx, revoluția a avut loc într-o țară eminamente agrară, și nu într-o țară capitalistă, ca Germania, iar, această revoluție nu a avut loc prin dispariția statului, ci prin controlul asupra mijloacelor de producție în Rusia. Revoluția mondială a eșuat tocmai din acest motiv.

## Teorii ale bazei și teorii ale suprastructurii
Chiar dacă există puncte comune în toate teoriile marxiste, în cadrul relaților internaționale există numeroase diferențe. Ca punct de plecare în discutarea acestor teorii, în cadrul lor ele pot fi clasificate în două mari categorii : „teorii ale bazei” și „teorii ale suprastructurii” în cadrul relațiilor internaționale. 
Cea mai importantă încercare de construire a unei teorii marxiste asupra relațiilor internaționale, este cea a lui Vladimir Ilici Ulianov Lenin, care în 1917 publică o carte intitulată „Imperialismul stadiul cel mai înalt al capitalismului”. Lenin a susținut că prima conflagrație mondială a reprezentat o fază terminală a sistemului capitalist.
| Ce este baza ?           | Baza este un domeniu al vieții materiale a societății, al existenței sociale a oamenilor; ea reprezintă ansamblul relațiilor de producție într-o etapă determinată a dezvoltării sociale, relații ce constituie temelia economică pe care se înalță toate celelalte relații sociale. De aceea, baza unei societăți este de fapt baza economică a acesteia, deoarece fizionomia ei materială este configurată tocmai de tipul de relații de producție specifice ei, relații care desemnează - de altfel - și structura (economică) a acelei societăți pe care se edifică o suprastructură corespunzătoare.                                                  | Între bază și suprastructură există un raport dialectic: baza determină suprastructura, schimbarea bazei atrage întotdeauna după sine schimbarea întregii suprastructuri; la rândul ei suprastructura oglindește baza și, totodată, o influențează activ, îi stimulează consolidarea și dezvoltarea.                                      |  |
| ------------------------ | --- | --- |  |
| Ce este suprastructura ? | Suprastructura se constituie din ansamblul ideilor, teoriilor, concepțiilor cu caracter ideologic ale oamenilor, precum și din sistemul relațiilor (ideologice) care se statornicesc în funcție de aceste idei, teorii și concepții împreună cu ansamblul formelor organizaționale care le mijlocesc obiectivarea în acțiunile practice ale oamenilor, în cadrul cărora instituțiile sociale au un rol precumpănitor. Elementul cel mai activ al suprastructurii îl constituie suprastructura politică, legată cel mai nemijlocit de bază și care exercită o influență hotărâtoare asupra celorlalte elemente suprastructurale, ca și asupra bazei însăși. | Suprastructura este creată întotdeauna de oameni, însă nu în mod arbitrar, ci în funcție de condițiile economice, de cerințele dezvoltării bazei respective. De asemenea, ca formă a conținutului economic, suprastructura nu este o reflectare pasivă, mecanică a acestuia, ci are o independență relativă față de baza care a generat-o |  |

## Bibilografie
- Lenin, Sarcinile proletariatului în revoluția noastră, editura în Limbi Străine, Moscova, 1943.

- Karl Marx și Frederic Engels, Manifestul Partidului comunist, editura în Limbi Străine, Moscova, 1948, (ediția centenară).

- Martin Griffiths, Relații internaționale, școli, curente, gânditori, editura Ziua, București, 2003.